# جمعية الإصلاح (البحرين)

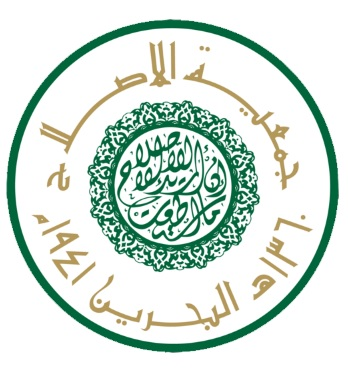
جمعية الإصلاح

جمعية الإصلاح، التي تتخذ الآية الكريمة (إِنْ أُرِيدُ إِلاّ الإِصْلاَحَ مَا اسْتَطَعْتُ) شعاراً لها، تأسست في مدينة المحرق بمملكة البحرين تحت اسم (نادي الطلبة) في شهر ربيع الثاني 1360هـ الموافق لشهر مايو 1941م، عندما قام بتأسيسه عدد من طلبة مدرسة الهداية الخليفية بالمحرق جمعتهم زمالة الدراسة ووحدة الفكر.
وعندما تطورت الأهداف واتسعت مجالات العمل أمامهم تم تغيير الاسم إلى (نادي الإصلاح) عام 1367هـ الموافق 1948م، وظل محتفظا بهذا الاسم يمارس مختلف الأنشطة الثقافية والاجتماعية وانظم إليه نخبة من الشباب حتى عام 1980م، حيث تحول النادي إلى جمعية الإصلاح وصدر قرار إشهار تغيير الاسم من قبل وزير العمل والشئون الاجتماعية تحت رقم (15/80) بتاريخ 24 أبريل 1980م. وقد أعطى هذا التحول في تاريخ هذه المؤسسة قوة جديدة من العمل الجاد والخير في سبيل تطوير البرامج وتوسيع الأنشطة.
وتم إعادة تسجيل الجمعية بمقتضى قانون الجمعيات والأندية الاجتماعية والثقافية والهيئات الخاصة العاملة في ميدان الشباب والرياضة والمؤسسات الخاصة الصادر بالمرسوم بقانون رقم (21) لسنة 1989م بتاريخ 6 نوفمبر 1991م تحت القيد رقم (4/ج/دخ).
رئيس وراعي جمعية الإصلاح سابقاً هو الشيخ عيسى بن محمد آل خليفة، أحد أفراد عائلة آل خليفة المالكة ووزير العمل السابق في البحرين. وقد ترأس خلال حياته عدة جمعيات، منها جمعية الإصلاح وجمعية مدرسة ابن خلدون الوطنية وجمعية المحامين البحرينية وجمعية مكافحة التدخين. كما أصبح رئيسا لمدرسة ابن الهيثم الإسلامية ورئيس مجلس أمناء مدارس الفلاح الخاصة. وأصبح عضوا في الكثير من الجمعيات والهيئات منها عضو جمعية المحامين الدولية وعضو في المجمع العربي لحماية الملكية الفكرية وعضو في المستشارون الخليجيون وأمين سر الجمعية الخيرية الإسلامية العالمية بالكويت وعضو منظمة الدعوة الإسلامية بالخرطوم وعضو مؤسسة آل البيت بالأردن. توفي بعد عودة من رحلة علاج بالخارج في 13 أغسطس 2015 عن عمر ناهز 77 سنة ودفن في 15 أغسطس 2015 في مقبرة الرفاع.

## رسالة الجمعية
جمعية الإصلاح جمعية إسلامية أهلية تتبع فكر الاخوان المسلمين.
تسعى إلى التوجه مع المجتمع، أفرادا ومؤسسات ونظما، نحو الالتزام بالإسلام كمرجعية عليا ومنهاج شامل للحياة، وتتعاون مع كافة الجهات الرسمية والأهلية على تنمية الوطن وازدهاره وتعزيز وحدته الوطنية، وتؤمن بالوحدة الخليجية، وتدفع نحوها. كما تسعى إلى تعزيز انتماء المجتمع للعالمين العربي والإسلامي، وتؤازر الشعوب العربية والإسلامية في سعيها إلى النهوض والوحدة.
وسبيلها في ذلك: الدعوة والتوعية العامة وبناء النماذج المؤسسية المتميزة، والاستثمار الفعال للعلاقات المجتمعية في إطار من التكامل والمشاركة.
وتؤكد أن ما يؤهلها لتحقيق ذلك هو اهتمامها بالبناء الداخلي، وتربية المنتسبين تربية شاملة، وحسن توظيف طاقتهم، لحمل رسالتها باقتدار.

## أهداف الجمعية
- بث الوعي الإسلامي فكريا -الاخوان المسلمين- وثقافيا واجتماعيا.
- تبصير المسلمين بواجبهم الشرعي نحو الدعوة إلى دين الله بالحكمة والموعظة الحسنة.
- تربية الشباب على الدين والخلق وصقل مواهبهم العلمية والفكرية والإبداعية.
- تمكين المرأة من أداء دورها الرئيسي في الأسرة والمجتمع وإتاحة مجالات المساهمة في الأعمال التي تناسب طبيعتها وتتمشى مع المثل والقيم الإسلامية.
- تعهد القرآن الكريم والسنة المطهرة والثقافة الإسلامية واللغة العربية بالعناية والرعاية.
- تعهد العمل الخيري الإسلامي بالاهتمام، وتطويره لتلبية حاجات المجتمع المادية والاجتماعية، وإغاثة المنكوبين ودعم الجاليات الإسلامية في العالم والقيام بأعمال الخير والبر.
- مناصرة الحق والفضيلة ومعالجة شتى ضروب الفساد والانحلال في المجتمع.
- تقوية أواصر الأخوة والتعاون بين أبناء البحرين خاصة وبين شعوب الأمة الإسلامية عامة.
- الإسهام والمشاركة في كافة المجالات المشروعات التي تعود بالنفع والخير على الوطن والمواطن وبما يتفق وأهداف الجمعية.

## الذراع السياسي
- جمعية المنبر الوطني الإسلامي جمعية أو حزب سياسي إسلامي سني بمملكة البحرين، يحمل توجه وفكر الإخوان المسلمين

## وصلات خارجية
- الموقع الرسمي للجمعية
- جمعية الإصلاح، لجنة الاعمال الخيرية